# Oberschnitzing
Oberschnitzing (mundartl.: Owàschnizing) ist ein Ortsteil der Gemeinde Tyrlaching im oberbayerischen Landkreis Altötting.

## Lage
Der Weiler Oberschnitzing liegt etwa 2,5 Kilometer nordöstlich von Tyrlaching. 

## Geschichte
Der Name des Ortes geht auf einen altdeutschen Personennamen zurück und bezeichnet den Ort bei den Leuten des Sniz(z)o.